# Mari Sanders
Mari Sanders (Eindhoven, 22 februari 1988) is een Nederlands filmregisseur en documentairemaker.

## Biografie
Op zijn twaalfde wilde Sanders al filmmaker worden. Op zijn veertiende werd deze ambitie nog sterker toen hij aan toneel deed en merkte dat hij acteren niet zo leuk vond en meer nadacht over de regie. Zijn eerste filmcamera kocht hij van geld dat hij ontving uit een erfenis. Na de MBO-opleiding sociaal-cultureel werk aan het ROC in Eindhoven van 2005 tot 2008 studeerde hij audiovisuele vormgeving aan de St. Joost School of Art & Design in Breda en rondde die opleiding af in 2012.
Zijn korte speelfilm Rue Des Invalides, geproduceerd door Jasper Knol, is uitgebracht in 2012. Het was zijn afstudeerproject. In deze film speelt Niels Gomperts de hoofdrol, Nathan, die gebruik maakt van een rolstoel en zich door Parijs beweegt, waarbij hij veel obstakels tegenkomt. Martin Šimek speelde in deze film een taxichauffeur. De film is (deels) gefinancierd vanuit crowdfunding. Met zijn korte speelfilm Sync nam Sanders in 2013 deel aan de filmserie Kort! van de NTR. De film werd in september 2013 vertoond op het Nederlands Film Festival en op televisie uitgezonden op 27 september 2013. Zijn korte jeugdfilm Daan durft, gemaakt in opdracht van KRO-NCRV in het kader van de European Broadcast Union, kwam uit in 2014 en werd op vele filmfestivals vertoond, zoals het 'Festival Internacional de Cine Ojo de Pescado' in Valparaíso, Chili, waar de film in 2016 de prijs won voor 'Best Short Fiction for Children' ('beste korte speelfilm voor kinderen'), en het 'Seoul Youth Film Festival' in Seoel, Zuid-Korea.
Sanders werd in 2015 genomineerd voor de ToonBeeld AV Young Talent Award.
Sanders' televisiedrama Mooi geweest was in 2018 onderdeel van de serie One Night Stand, waarmee de film op het Nederlands Film Festival 2018 in première ging en vervolgens eind 2018 werd uitgezonden op NPO 3.
Hij regisseerde verschillende korte films die als tv-spot werden uitgezonden, bijvoorbeeld Het beest in de bek kijken voor stichting Leven XL, opgericht door zorgverzekeraar Menzis (2015) en Ontwaakt!, waarin mensen met een arbeidsbeperking op een positieve manier in beeld komen (2018).
Naast deze speelfilms en tv-spots bracht Sanders documentaires uit, waaronder 80% ongeschikt over handicap en werk en over de Wajong, vertoond op het Nederlands Film Festival in 2016, waarin hij onder anderen Jetta Klijnsma spreekt, staatssecretaris van Sociale Zaken en Werkgelegenheid die, net als Sanders, spastische benen heeft; de driedelige documentaire Rolstoel Roadmovie over de ontoegankelijkheid van de maatschappij en de openbare ruimte in verschillende Europese landen en steden, uitgezonden door de EO op NPO 2 op 15, 21 en 28 mei 2019 en de vierdelige serie Mari staat op, die op 9, 16, 23 & 30 mei 2021 door de EO op NPO 2 werd uitgezonden, over de acceptatie van mensen met een beperking in Nederland. In deze laatste serie komen ook Het Dorp, mytylscholen en seksualiteit aan bod, en spreekt Sanders onder anderen met Jan Troost en met Anaïs Van Ertvelde. In de laatste aflevering maakt Sanders samen met een aantal andere gehandicapte mensen een campagne om validisme tegen te gaan, waarbij hij een reclamebureau inzet. Over deze aflevering zei hij in een interview in 2022:

Met name de laatste aflevering waarin we afrekenen met het stigma hulpbehoevend, heeft veel indruk gemaakt bij de kijkers. Als ik de hele dag wordt geframed als iemand die hulp nodig heeft, doet dat iets met me. Dat realiseren mensen zonder handicap zich vaak niet.

Op de vraag of hij zich als filmmaker niet te veel beperkt tot het thema handicap zei hij in een interview in 2022:

Er zijn wereldberoemde Russische schrijvers wiens hele oeuvre over oude, alcoholistische mannen gaat. Waarom zou je geen oeuvre kunnen bouwen op zoiets ongelofelijk veelzijdigs als een handicap?

Bij het Eye Filmmuseum gaf Sanders in 2020 een nascholingscursus filmeducatie.
Tijdens de coronacrisis in Nederland startte hij met gehandicapten-activist Jan Troost de Troost & Sanders vlog, waarin ze met elkaar en met gasten actualiteiten op het gebied van handicap en toegankelijkheid bespraken.
Begin 2023 nam hij deel aan de podcast In het Rijksmuseum van het Rijksmuseum Amsterdam met presentator Vincent Bijlo en Marte Sophie Meessen.
Met anderen heeft hij Stichting Wild Lam opgericht, een stichting die tot doel heeft dat meer mensen met een beperking hun talenten kunnen inzetten zowel voor als achter de schermen in het theater-, film- en televisievak en zo bij te dragen aan meer inclusie in dat vak. Betrokkenen zijn onder anderen Hidde Simons (hoofd educatie) en Rifka Lodeizen (bestuurslid).
Zijn eerste (lange) speelfilm is Get Up Stand Up, over de ontwikkeling van een jonge vrouw, Vera, die gehandicapt raakt en leert met die nieuwe situatie om te gaan en over haar vriendschap met Xander. Sanders schreef het én deed de regie; de producent van de film is The Film Kitchen, die daarin samenwerkt met coproducent A Private View en de film werd gemaakt voor BNNVARA. Voor het ontwikkelen van deze film ontving The Film Kitchen een bijdrage van het Nederlands Filmfonds en het fonds Creative Europe Media van de Europese Unie.
Sanders maakte vanuit Wild Lam met producenten BIND en KRO-NCRV de vijfdelige tv-serie Handicapable, die sinds 18 mei 2025 beschikbaar is op NPO Start en 3Lab. De serie gaat over acht jongeren met een fysieke beperking die op zoek zijn naar een baan en de obstakels die ze daarbij ontmoeten. Ook de actrice Rifka Lodeizen en stand-upcomedian, acteur en presentator William Boeva namen deel aan de serie. Met de serie wil Sanders het gesprek op gang brengen over hoe in de Nederlandse maatschappij wordt omgegaan met mensen met een handicap, met name op de arbeidsmarkt.
Met zijn films, vlogs, de stichting én zijn eigen ervaring met handicap (door zuurstofgebrek bij zijn geboorte kreeg hij cerebrale parese; daarom maakt hij gebruik van een rolstoel) is hij deel van de gehandicaptenbeweging.

## Persoonlijk
Sanders heeft een relatie met Anaïs Van Ertvelde, de Vlaamse schrijver, podcastmaker, docent en wetenschappelijk onderzoeker (gespecialiseerd in onder andere genderstudies, disability studies (handicapstudies) en geschiedenis) die ook actief is in de gehandicaptenbeweging en in de queerbeweging.
Hij woont in Amsterdam.

## Filmografie
| Jaar | Titel                      | Genre           | Notitie                                                                          |
| ---- | -------------------------- | --------------- | -------------------------------------------------------------------------------- |
| 2012 | Rue Des Invalides          | Korte speelfilm | Afstudeerproject                                                                 |
| 2013 | Sync                       | Korte speelfilm | Onderdeel van de filmserie Kort! van de NTR, Nederlands Film Festival, televisie |
| 2014 | Daan durft                 | Korte jeugdfilm | In opdracht van KRO-NCRV                                                         |
| 2015 | Het beest in de bek kijken | Tv-spot         | stichting Leven XL, opgericht door zorgverzekeraar Menzis                        |
| 2016 | 80% ongeschikt             | Documentaire    | Nederlands Film Festival                                                         |
| 2018 | Mooi geweest               | Televisiedrama  | Onderdeel van de filmserie One Night Stand, Nederlands Film Festival, NPO 3      |
| 2018 | Ontwaakt!                  | Tv-spot         | Start Foundation                                                                 |
| 2019 | Rolstoel Roadmovie         | Documentaire    | Driedelig, EO, uitgezonden op NPO 2                                              |
| 2021 | Mari staat op              | Documentaire    | Vierdelig, EO, uitgezonden op NPO 2                                              |
| 2025 | Handicapable               | Documentaire    | Vijfdelig, BIND en KRO-NCRV, beschikbaar op NPO Start en 3Lab                    |